# Bengt Heyman
Bengt Heyman (Estocolmo, 2 de junho de 1865 — 21 de janeiro de 1935) foi um velejador sueco, medalhista olímpico. Ele competiu nos Jogos Olímpicos de Verão de 1912 na classe 8 Metre e conquistou a medalha de prata na disputa a bordo do Sans Atout com Emil Henriques, Alvar Thiel, Herbert Westermark e Nils Westermark. Em 1920, Heyman tornou-se diretor da Associação Sueca de Empregadores.